# Mikhail Vrubel
Mikhail Aleksandrovich Vrubel (em russo:  Михаил Александрович Врубель - Omsk, Sibéria, 5 de março jul. / 17 de março de 1856 greg. - São Petersburgo, 1 de abril jul. / 14 de abril de 1910 greg.) foi um pintor russo relacionado com o movimento simbolista. De forma deliberada pairou acima das tendências artísticas da sua época.

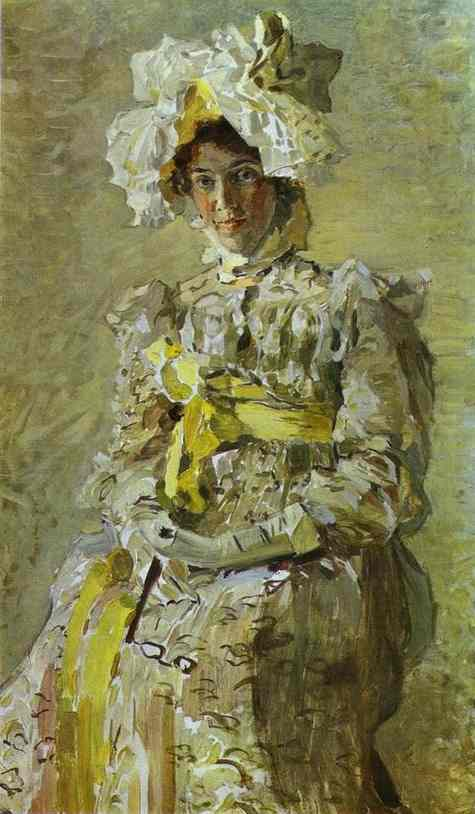
Nadiezha Zabela-Vrubel, esposa do artista (1898)

Com obra no Simbolismo e na Art nouveau é muitas vezes tido como o maior representante deste último movimento na Rússia. Foi, na realidade, um artista solitário, isolado das principais correntes da sua época e muito criticado pelos seus contemporâneos. A génese do seu estilo original dever-se-á buscar na pintura bizantina tardia e no primeiro Renascimento.